# حوزه انتخابیه کرمان و راور
حوزهٔ انتخاباتی کرمان و راور یکی از حوزه از حوزه‌های استان کرمان برای انتخابات مجلس شورای اسلامی است. این حوزه به مرکزیت کرمان، ۲ نماینده دارد و هم‌اکنون شهباز حسن‌پور بیگلری و مجید دوستعلی نمایندگان فعلی این حوزه هستند.

## نمایندگاندوره دهم
محمدرضا پورابراهیمی و محمدمهدی زاهدی

## نمایندگاندوره یازدهم
محمدرضا پورابراهیمی و محمدمهدی زاهدی

## نمایندگاندوره دوازدهم
شهباز حسن‌پور بیگلری و مجید دوستعلی

## پی‌نوشت و منبع
1. ↑  «حسن پور و دوستعلی نماینده کرمان و راور در مجلس شورای اسلامی شدند». خبرگزاری مهر | اخبار ایران و جهان | Mehr News Agency. ۲۰۲۴-۰۳-۰۲. دریافت‌شده در ۲۰۲۴-۰۳-۰۴.
2. ↑  «نتیجه انتخابات حوزه کرمان و راور اعلام شد+کل آمار». ایسنا. ۲۰۲۴-۰۳-۰۲. دریافت‌شده در ۲۰۲۴-۰۳-۰۴.
3. ↑  «نتایج رسمی انتخابات در حوزه کرمان و راور اعلام شد». روزنامه دنیای اقتصاد. ۲۰۲۴-۰۳-۰۴. دریافت‌شده در ۲۰۲۴-۰۳-۰۴.

- «جدول حوزه‌های انتخابیه در انتخابات دهمین دورهٔ مجلس شورای اسلامی» (PDF). مرکز پژوهش و سنجش افکار صدا و سیما. بایگانی‌شده از اصلی (PDF) در ۵ اكتبر ۲۰۱۸. دریافت‌شده در ۲۶ ژوئیه ۲۰۱۶. تاریخ وارد شده در |archive-date= را بررسی کنید (کمک)